# John Keane (productor)
John Keane es un productor discográfico estadounidense, conocido por sus trabajos con bandas como R.E.M., Indigo Girls, Widespread Panic o Uncle Tupelo. Es dueño de los estudios John Keane Studios ubicados en Athens, Georgia, desde 1981.
En 1981 comenzó a tocar con una banda local llamada Phil and the Blanks, abandonando en 1986 para formar Strawberry Flats, una banda de versiones, que cubría bandas como Cream, Led Zeppelin y The Beatles.
Como productor e intérprete ha trabajado en álbumes como Green (1988), Out of Time (1991), Automatic for the People (1992), New Adventures in Hi-Fi (1996), Up (1998) y Reveal (2001) de R.E.M., Love Among the Ruins (1997) de 10,000 Maniacs, Lay It Down de Cowboy Junkies, Horsebreaker Star de Grant McLennan, Private Stock de The Grapes o Flyer de Nanci Griffith.